# ماري ويليس ووكر
ماري ويليس ووكر (بالإنجليزية: Mary Willis Walker)‏‏ (24 مايو 1942 في فوكس بوينت - ) كاتِبة، وروائية من الولايات المتحدة.

## الجوائز
- جائزة إدغار
- جائزة أنطوني [الإنجليزية]‏